# Oscar de Savornin Lohman
Jhr. Oscar de Savornin Lohman (Haarlem, 3 augustus 1940) is een Nederlands jurist en voormalig raadsheer in de Hoge Raad der Nederlanden.
Lohman, lid van het adellijke geslacht Lohman, is de zoon van kunstschilder Axel de Savornin Lohman, hoogleraar aan de Rijksakademie van beeldende kunsten; zijn oudoom W.H. de Savornin Lohman was van 1914 tot 1931 president van de Hoge Raad en zijn overgrootvader A.F. de Savornin Lohman was minister van Binnenlandse Zaken en oprichter van de Christelijk-Historische Unie. Zijn achter-achterneef Bon de Savornin Lohman was eveneens raadsheer in de Hoge Raad (2000–2017).
Lohman studeerde rechtsgeleerdheid aan de Universiteit Leiden van 1960 tot 1966, waarna hij in 1967 aan Harvard Law School een LL.M. behaalde. Na zijn studie werd hij advocaat bij De Brauw Blackstone Westbroek in Den Haag, waar hij opklom tot advocaat-partner. Hiernaast was hij onder andere bestuurslid van de Nederlandse Juristenvereniging (1975-1979) en secretaris van de Hugo de Groot-Stichting (1978-1981). Op 11 juni 1996 werd Lohman voorgedragen voor benoeming in de Hoge Raad, ter vervanging van de tot vicepresident benoemde Huub Roelvink, waarna hij op 18 juli werd benoemd. Op 1 september 2010 werd hem ontslag verleend wegens het bereiken van de 70-jarige leeftijd. Hij werd opgevolgd door Coen Drion.